# Andrea Lloyd-Curry
Andrea Lloyd-Curry, född den 2 september 1965, är en amerikansk basketspelare som tog tog OS-guld 1988 i Seoul. Detta var USA:s andra OS-guld i dambasket i rad. Hon studerade vid University of Texas.